# لاپایی

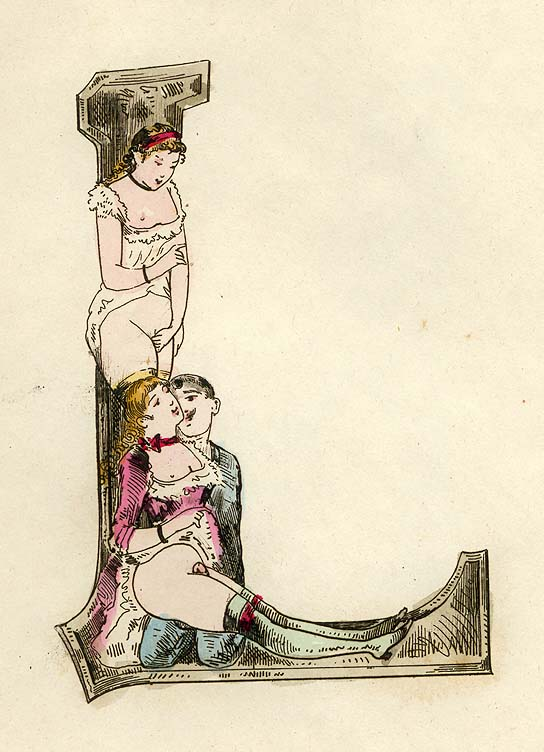
نگاره متعلق به قرن ۱۹ میلادی از سکس لاپایی، توسط نقاش فرانسوی جوزف اپو.

رابطه جنسی لاپایی یا بین‌رانی یا تفخیذ (به انگلیسی: Intercrural sex) گونه‌ای از آمیزش جنسی بدون دخول جنسی است که در آن مرد، آلت جنسی‌اش را بین ران‌های شریک جنسی خود فرو می‌برد و می‌مالد که می‌تواند همراه با روان‌کننده یا روغن یا بدون آن باشد.

## ریشه‌شناسی
در زبان عامیانه معمولاً از اصطلاح «لاپایی» و در زبان تخصصی و حقوقی از واژه «تفخیذ» استفاده می‌شود. تفخیذ واژه‌ای با ریشه عربی است که به فارسی راه پیدا کرده است و از ریشه فَخذ به معنی ران گرفته شده است. این واژه به شکل تفعیل درآمده و به معنای «به ران فروکردن» یا «به ران مالیدن» است.

## دگرجنس‌گرایی
در آموزش‌ها و آزموده‌های روابط جنسی از رابطه لاپایی به عنوان روشی مناسب برای پیشگیری از بارداری و حفظ باکرگی یاد می‌شود. برخی زنان از ارگاسم خویش در حین تفخیذ بر اثر مالش آلت مردانه به کلیتوریس خبر داده‌اند. گونه‌ای از تفخیذ در ژاپن با نام سوماتا معروف است.

## همجنس‌گرایی مردانه
تفخیذ در میان همجنس‌گرایان یونان باستان بسیار رایج بود، به‌ویژه در جایی‌که شریکِ جنسیِ مفعول آمیزش جنسی مقعدی را تحقیرآمیز می‌دانست. Kenneth J. Dover در کتاب همجنس‌گرایی یونانی (۱۹۷۷) در این باره نوشته است. کتابی که نظریات امروزین در مورد موضوع همجنس‌گرایی مردانه یونانی عمدتاً از آن برداشت شده‌اند. خوان روخاردن در کتاب تکامل رنگین‌کمان با توجه به چهره‌به‌چهره بودن طرفین در این روش آمیزش، تفخیذ را «وضعیت میسیونری همجنس‌گرایانه» می‌نامد.
تفخیذ هنوز هم در بسیاری از جوامع شایع است. تحقیقی در مورد نیازهای سلامت جنسی همجنس‌گرایان مرد در سال ۱۹۹۷ در حومهٔ کلکته نشان می‌داد که ۷۳٪ مردان به تفخیذ مبادرت می‌ورزند. این رقم در بین کارگران جنسی ۵۴٪، مردان کم‌درآمد ۵۰٪ و در بین مسلمانان ۴۰٪، در میان هندوها ۸۸٪ و در بین مردان با درآمد متوسط ۸۸٪ بود.

## سوءاستفاده جنسی از کودکان
در سوءاستفاده جنسی از کودکان یا بچه‌بازی، برای کمتر آزار دیدن کودک (نسبت به دخول) گاه از تفخیذ استفاده می‌شود. عبید زاکانی نویسنده ایرانی سدهٔ هشتم در رساله صد پند در طعنه به روا دانستن تفخیذ همسر نابالغ در شرع در این مورد می‌نویسد: «از کودکان نابالغ به میان پای قانع شوید تا شفقت به جای آورده باشید.»

## در قوانین ایران
در قانون مجازات اسلامی تفخیذ، نوع خفیف‌تر لواط محسوب می‌شود. بر اساس قانون مجازات اسلامی ایران مردانی که با یکدیگر مرتکب تفخیذ می‌شوند، هر یک به ۱۰۰ ضربه شلاق محکوم خواهند شد و در صورت ۳ بار تکرار و حد خوردن در بار چهارم به اعدام محکوم می‌شوند. البته در صورتی که فاعل غیر مسلمان و مفعول مسلمان باشد، فاعل در همان بار اول به اعدام محکوم می‌شود.

### در فقه شیعه
در فقه شیعه نیز طبق فتاوای برخی فقها، تفخیذ جایگزینی برای دخول با همسر نابالغ دانسته می‌شود، از جمله فتوای سید روح‌الله خمینی در تحریرالوسیله‌اش در این زمینه چنین است:
نزدیکی با زوجه قبل از تمام شدن نُه سال جایز نیست — نکاحش دائمی باشد یا منقطع — و اما سایر لذت‌ها مانند لمس نمودن با شهوت و بغل گرفتن و تفخیذ (لاپایی با) او حتی در شیرخوار، اشکالی ندارد.

البته برخی فقیهان با بخشی از فتوای فوق، مخالفند؛ مثلاً ناصر مکارم شیرازی می‌نویسد: «کام‌گیری [از کودک] باید به مقدار متعارف باشد، و درمانند شیرخواره، دلیلی بر جایز بودن این نوع کام‌گیری‌ها نیست.» و حتی سید روح‌الله خمینی در توضیح المسائل خود فتوا داده است که: «برای انجام رضایت به ازدواج، باید دو طرف عقد (مرد و زن) بالغ و رشید باشند، بنابراین اگر دختر دارای رشد نیست نمی‌توان او را به عقد دیگری درآورد… همچنین اگر دختری بالغ باشد ولی رشید نباشد یعنی صاحب درک و فهم نشده باشد و نتواند خوب و بد و سود و زیان خود را تشخیص دهد، عقد وی نیز صحیح نیست.»
همچنین تفخیذ مرد با زنی که رابطهٔ زوجیت بین آنان نیست، زنا نیست اما رابطهٔ نامشروع به حساب می‌آید. ناصر مکارم شیرازی فقیه و خلیل قبله‌ای فقیه و حقوق‌دان معتقدند که اگر در اثر این رابطه زن حامله گردد و فرزندی به دنیا آید، زنازاده به حساب نمی‌آید و از حقوق فرزندان حلال‌زاده برخوردار است یا علی ریاحی نبی در پاسخ به استفتائی در مورد تفخید یا لمس شهوانی دختر نابالغ نوشته است که رابطه شهوانی با دختر نابالغ به هر شکلی که باشد مانند وطی و تفخیذ و هم‌آغوشی شهوت‌ناک و … حتی اگر به واسطه زوجیت باشد، اگر موجب آسیب روحی یا جسمی به فرد یا جامعه شود، حرام و مرتکب آن مدیون است.